# San Juan Bautista (Aldealpozo)

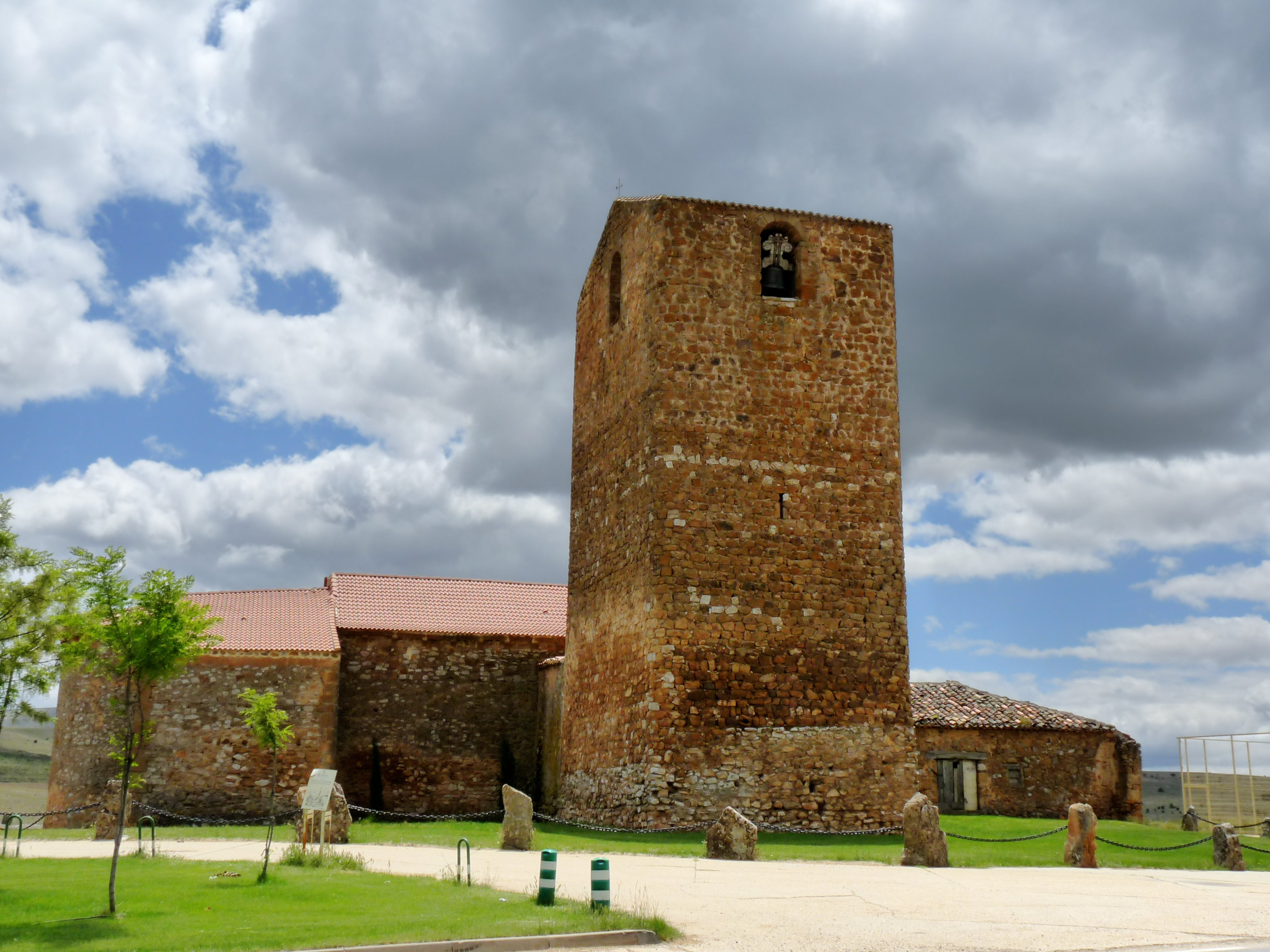
San Juan Bautista in Aldealpozo

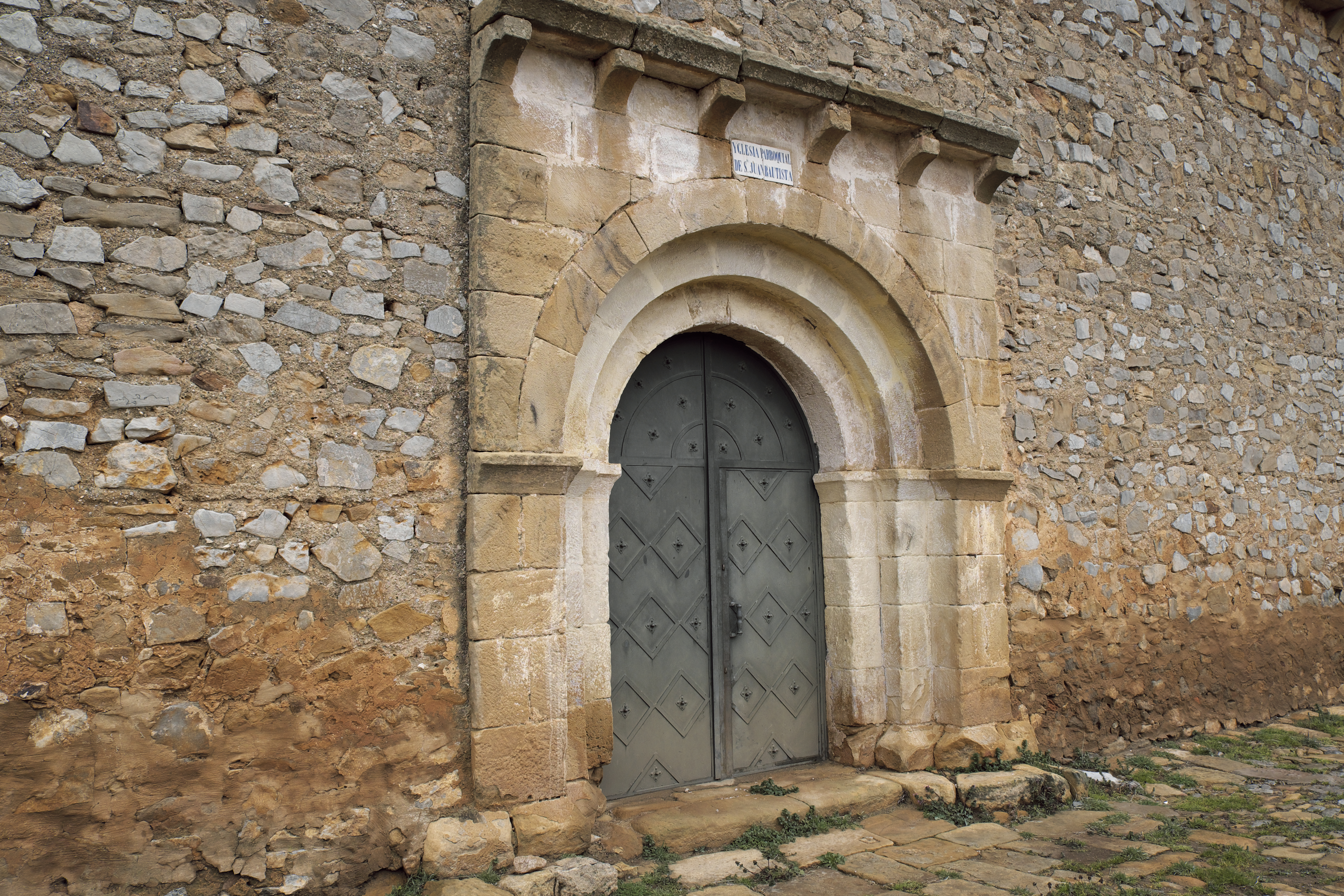
Portal

Die Kirche San Juan Bautista in Aldealpozo, einer spanischen Gemeinde in der Provinz Soria der Autonomen Gemeinschaft Kastilien-León, ist eine romanische Pfarrkirche aus dem 12./13. Jahrhundert. Im Jahr 1949 wurde der Turm aus dem 10. Jahrhundert zum Baudenkmal (Bien de Interés Cultural) erklärt.

## Geschichte
Die Johannes dem Täufer geweihte Kirche befindet sich an der Hauptstraße am Ortsausgang. Der 18 Meter hohe Turm aus dem 10. Jahrhundert wurde von den maurischen Besatzern als Wachturm (Atalaya) errichtet und beim Bau der Kirche Ende des 12. bzw. Anfang des 13. Jahrhunderts als Kirchturm wiederverwendet. Der Zugang zum dreigeschossigen, rechteckigen Turm befindet sich in Höhe des ersten Geschosses. 

## Beschreibung
Der einschiffige Kirchenbau aus Bruchstein besitzt eine halbrunde Apsis, an der in späterer Zeit eine Sakristei angebaut wurde. Das Portal an der Südseite wird von schlichten Archivolten gerahmt.
Von der Kirchenausstattung ist der romanische Taufstein mit Rundbögen und einem Fries erwähnenswert. 